# Guatteria scytophylla
Guatteria scytophylla este o specie de plante angiosperme din genul Guatteria, familia Annonaceae, descrisă de Friedrich Ludwig Diels. Conform Catalogue of Life specia Guatteria scytophylla nu are subspecii cunoscute.